# Stuart Little, kisegér (film)
A Stuart Little, kisegér (eredeti cím: Stuart Little) 1999-ben bemutatott amerikai vegyes technikájú film, amelyben valós és számítógéppel animált díszletek, élő és számítógéppel animált szereplők közösen szerepelnek. A játékfilm rendezője Rob Minkoff, producere Douglas Wick. A forgatókönyvet M. Night Shyamalan és Greg Brooker írta, a zenéjét Alan Silvestri szerezte. A mozifilm a Columbia Pictures, a Red Wagon Entertainment, a Franklin/Waterman Productions és a Global Medien KG gyártásában készült, a Sony Pictures Releasing forgalmazásában jelent meg. Műfaját tekintve kalandos filmvígjáték. A film E. B. White Stuart Little – Egy kisegér nagyon nagy kalandja című regénye alapján készült. A főbb szerepekben Geena Davis, Hugh Laurie és Jonathan Lipnicki láthatók, valamint a címszereplő Stuart hangját Michael J. Fox kölcsönzi.
A filmet Rob Minkoff jegyzi, aki korábban a Disney Oroszlánkirályának volt a társrendezője. A történet jelentős átdolgozása az eredeti regény cselekményének, és rengeteg szempontból eltér a könyvtől. Számos új szereplő tűnik fel a filmben, az eredeti karakterek jóval sokoldalúbbak, mint a regényben, és sokkal nagyobb szerepet kapnak. 2002-ben elkészült a film folytatása, amelynek története sokkal többet merít a könyvből.
Amerikában 1999. december 17-én, Magyarországon 2000. március 16-án mutatták be a mozikban. 1999-ben Oscar-díjra jelölték a "Legjobb vizuális effektek" kategóriában. A filmet továbbá két folytatás és egy televíziós animációs sorozat követte.

## Cselekmény
|  | Alább a cselekmény részletei következnek! |

A Little család legifjabb tagja, George kistestvért szeretne, így a szülők elhatározzák, hogy örökbe fogadnak egyet. A választásuk egy kedves, aprócska és elhagyatott lényre esik: egy kisegérre. Stuartot Little-ék hamarosan befogadják a családjukba, ám George korántsem hajlandó elfogadni egy egeret az öccseként, és a család macskája, Hómancs is kifogásolja az új családtagot, akit "gazdájaként" kell elfogadnia. Miközben Stuart a beilleszkedéssel küszködik, Hómancs azt tervezi, hogy végleg megszabadul Stuarttól, melyben barátja Monty nyújt segítséget; a kóbor macskák fejéhez Füstihez fordul, aki, mivel szégyenletes minden macskára nézve, hogy egy egér felettük áll, elvállalja, hogy segít elintézni a kisegeret.
Eközben Stuart és George lassan kezdenek összebarátkozni. Stuart segít George-nak befejezni a vitorlás hajóját, amivel egy hajóversenyen szeretne indulni, melyet a Central Parkban rendeznek meg. Az eseményen részt vesz az egész család, ám a verseny kezdete előtt véletlenül eltörik a hajó távirányítója, ami elszúrja George esélyét az indulásra. Így Stuart maga áll a hajó kormányához, és vezeti azt végig a versenyen, és végül meg is nyeri. Ezt megünnepelve Little-ék nagy családi összejövetelt rendeznek, melynek boldog pillanatát egy fényképpel örökítik meg.
Nem sokkal később egy egérházaspár, Reginald és Camille Stout érkezik Little-ékhez, akik azt állítják, ők Stuart szülei, és szeretnék őt magukkal vinni. Little-ék Stuart egyik korábbi kijelentéséből úgy gondolják, Stuart lelkében űr tátong, ezért jobbnak látják, ha a biológiai családjával marad. Fájdalmas búcsút vesznek egymástól, George Stuartnak ajándékozza a játékkocsiját, amelyben Stouték és Stuart távoznak. Pár nappal később Mrs. Keeper, az árvaház igazgatónője hírt hoz Little-éknek Stuart szüleiről: egy véletlen baleset folytán meghaltak (ám ennek már több éve), így miután Little-ék rájönnek, hogy Stuartot elrabolták, rögvest kihívják a rendőrséget, akik nyomozni kezdenek a fiú ügyében. Hómancs megviszi a hírt a macskáknak, Stouték leleplezéséről, akiket valójában ők béreltek fel, és azt tervezik, hogy még aznap éjjel elintézik Stuartot. Ám Stoték, akik időközben igencsak megszerették Stuartot, bevallják neki az igazat, és menekülésre buzdítják. Stuart George kocsijával elindul haza a parkon keresztül, ahol összeakad Füstivel és bandájával. Rázós üldözés veszi kezdetét, és Stuart végül belezuhan a csatornába, így a macskák azt hiszik meghalt. Ő azonban nagyon is túléli, és egy nyíláson keresztül sikeresen kijut a szennyvíztelepről.
Eközben Little-ék bejárják az egész várost, plakátokat kirakva az eltűnt Stuartról, hogy megtalálják őt. Stuart közben hazatér a családi házba, ám a ház ekkor üres, csak Hómancsot találja otthon, aki azt hazudja, hogy a család azt ünnepli, hogy végre megszabadultak tőle. Ezt hallva Stuart nagyon elszomorodik, csalódottan elhagyja a házat, és a park sűrűjébe menekül. Közben a macskák rájönnek, hogy Stuart életben van, és lázas hajtóvadászatot indítanak, hogy végre felfalhassák. Hómancs is velük tart, ám egyre csak furdalja a lelkiismeret, amiért olyan csúnyán hazudott Stuartnak. Amikor aztán a macskákkal együtt megtalálják őt, választás elé kerül; helyesen cselekszik, kiáll Stuart mellett és felmenekíti őt egy fára. A macskák a fa tetején megpróbálják elkapni Stuartot, ám Hómancs megmenti őt, azzal, hogy letöri az ágat, amin a macskák vannak, akik így a fa alatt lévő tóba zuhannak. Füsti arra készül, hogy megölje Hómancsot, de Stuart nekicsap a macskavezérnek egy gallyat, amitől ő is lezuhan a fáról, a vízbe, majd néhány kutya alaposan megkergeti.
Stuart és Hómancs ezek után hazatérnek, és a Little család hatalmas boldogságban egyesül.
|  | Itt a vége a cselekmény részletezésének! |

## Szereplők
| Animált szereplő         | Eredeti hang       | Magyar hang        | Leírás |
| ------------------------ | ------------------ | ------------------ | --- |
| Stuart Little            | Michael J. Fox     | Rudolf Péter       | A Little család legújabb tagja, egy szerény, barátságos, elbűvölő kisegér, akit Little-ék örökbe fogadnak. Stuart, aki egész életében családra vágyott, hamar beilleszkedik a kicsi kis famíliába, ám néha otthonra találni könnyebb, mint igazán otthon érezni magunk. Amikor azonban néhány rosszakarója megpróbálja őt elszakítani újdonsült családjától, mindent megtesz, hogy visszajusson hozzájuk, és kalandok hosszú sora veszi számára kezdetét. Az eredeti műben Stuart nem örökbefogadott, hanem Little-ék vér szerinti gyerekeként szerepel, aki egy egér. |
| Hómancs                  | Nathan Lane        | Vincze Gábor Péter | A Little család elkényeztetett, szarkasztikus házi macskája, aki rendes macskaként gyűlöl minden egeret, így Stuartot is. Szégyenteljesnek érzi, hogy egy egeret a család teljes jogú tagjaként kezelnek, ezért megpróbál mindent bevetni, hogy megszabaduljon tőle. Little-ék iránti szeretetből azonban később mégis győz benne a jó, és segít Stuartnak, hogy épségben hazajusson. Az eredeti műhöz képest sokkal nagyobb szerepet kap. A könyvvel ellentétben, ahol csupán néhány fejezetben jelenik meg mellékszereplőként, a filmben teljes jellemváltozáson megy át. Miután az alkotók kidolgozták a karakterét, a rendező direkt Nathan Lane-t kérte fel a szerepre, akivel korábban Az oroszlánkirályban dolgozott együtt. Ott Timon hangját szolgáltatta, ezért a rendező úgy gondolta, ő a tökéletes választás a mindenhez cinikus megjegyzéseket fűző szobacicához. |
| Monty                    | Steve Zahn         | Görög László       | Kóbor macska, Hómancs barátja, aki nagyszájú és ingyenélő. Bár a legtöbbször segíteni igyekszik Hómancsnak, mindig csak nagyobb zűrt kavar. A könyvben nem lényeges szereplő. |
| Füsti                    | Chazz Palminteri   | Gesztesi Károly    | A kóbor macskák elszánt vezetője, akit kezdetben Hómancs bízik meg azzal, hogy intézze el Stuartot. Ő később személyes feladatának érzi, hogy minden macska érdekében végezzen a kisegérrel. Az eredeti műben nem szerepel. |
| Reginald Stout           | Bruno Kirby        | Besenczi Árpád     | Egérházaspár, akiket a macskák bérelnek fel, hogy adják ki magukat Stuart szüleinek, és hozzák el őt Little-éktől. Ők ezt megteszik, ám később megesik a szívük Stuarton, és mégis segítenek neki, hogy megmeneküljön a macskák karmai elől. Szintén a film kedvéért kitalált karakterek. |
| Camille Stout            | Jennifer Tilly     | Vándor Éva         | Egérházaspár, akiket a macskák bérelnek fel, hogy adják ki magukat Stuart szüleinek, és hozzák el őt Little-éktől. Ők ezt megteszik, ám később megesik a szívük Stuarton, és mégis segítenek neki, hogy megmeneküljön a macskák karmai elől. Szintén a film kedvéért kitalált karakterek. |
| Mázli                    | Jim Doughan        | F. Nagy Zoltán     | |
| Vörös                    | David Alan Grier   | Vizy György        | |
| Versenyközvetítő         | Stan Freberg       | Szalóczy Pál       | |
| Élőszereplő              | Színész            | Magyar hang        | Leírás |
| Mrs. Elenaor Little      | Geena Davis        | Kovács Nóra        | Stuart adoptált édesanyja, Mr. Little felesége. Első pillantásra megkedveli Stuartot, úgy tekint rá mint saját gyermekére, és, noha túlzottan óvatoskodó vele szemben, végtelenül szereti őt. Gondoskodó anya és feleség, aki igyekszik mindig a legjobbat nyújtani a családjának. |
| Mr. Fredrick Little      | Hugh Laurie        | Rosta Sándor       | Stuart adoptált édesapja, a Little család feje. Mintaférj és apa, aki az esetek többségében sokszor egyetért a feleségével bizonyos dolgokban. Ő is mérhetetlenül szereti Stuartot, és igyekszik őt minél közelebb hozni a család többi tagjához. |
| George Little            | Jonathan Lipnicki  | Baradlay Viktor    | Little-ék egyetlen vér szerinti gyereke, aki mindennél jobban szeretne magának egy kistestvért. Igencsak csalódott lesz, amikor a szülei egy kisegeret hoznak haza, mint új öccse, és ezzel sokáig nem is akar megbékélni. Végül igaz barátra lel Stuartban, és mégis elfogadja őt az öccseként. Az eredeti műben a karaktere teljesen más, mint a filmben. A könyvben mindig is nagyon szereti Stuartot, mint az öccsét. |
| Crenshaw Little          | Jeffrey Jones      | Konrád Antal       | Mr. Little bátyja, George nagybátyja, aki nagy örömmel fogadja Stuartot is a családban. |
| Mrs. Keeper              | Julia Sweeney      | Kocsis Mariann     | Az árvaház igazgatónője, aki vonakodva ugyan, de támogatja Little-éket Stuart adoptálásakor. |
| Tina Little nagynéni     | Connie Ray         | Orosz Anna         | |
| Beatrice Little nagynéni | Allyce Beasley     | Illyés Mari        | |
| Edgar Little kuzin       | Brian Doyle-Murray | Dobránszky Zoltán  | |
| Stretch Little nagybácsi | Thomas O’Brien     | Várkonyi András    | |
| Estelle Little nagymama  | Estelle Getty      | N/A                | |
| Spencer Little nagypapa  | Harold Gould       | N/A                | |
| Dr. Beechwood            | Dabney Coleman     | Kristóf Tibor      | |
| Eladó az áruházban       | Taylor Negron      | Józsa Imre         | |
| Anton                    | Miles Marsico      | Borbíró András     | |
| Versenyindító            | Joe Bays           | Orosz István       | |
| Hajós srácok             | Chuck Blechen      | Kováts Dániel      | |
| Hajós srácok             | Westleigh M. Styer | Nem szólalnak meg  | |
| Hotdogárus               | Tannis Benedict    | Nem szólalnak meg  | |
| Irattáros a hajón        | Larry Goodhue      | N/A                | |
| Néző a versenyen         | Kimmy Robertson    | F. Nagy Erika      | |
| Sherman nyomozó          | Jon Polito         | Hollósi Frigyes    | |
| Allen nyomozó            | Jim Doughan        | Pethes Csaba       | |

## Televíziós megjelenések
- HBO, HBO 2, HBO 3, RTL Klub (korábban), Digi Film, Filmcafé
- Viasat 3, Film+, Cool, RTL Három, RTL Kettő, RTL Klub (később), Film4, Viasat Film
- Minimax